# Авсеенко, Василий Григорьевич
Васи́лий Григо́рьевич Авсе́енко (5 [17] января 1842, Московская губерния — 29 июля [11 августа] 1913, Санкт-Петербург) — беллетрист, критик и публицист; из дворян; служил чиновником особых поручений при министре народного просвещения.

## Биография

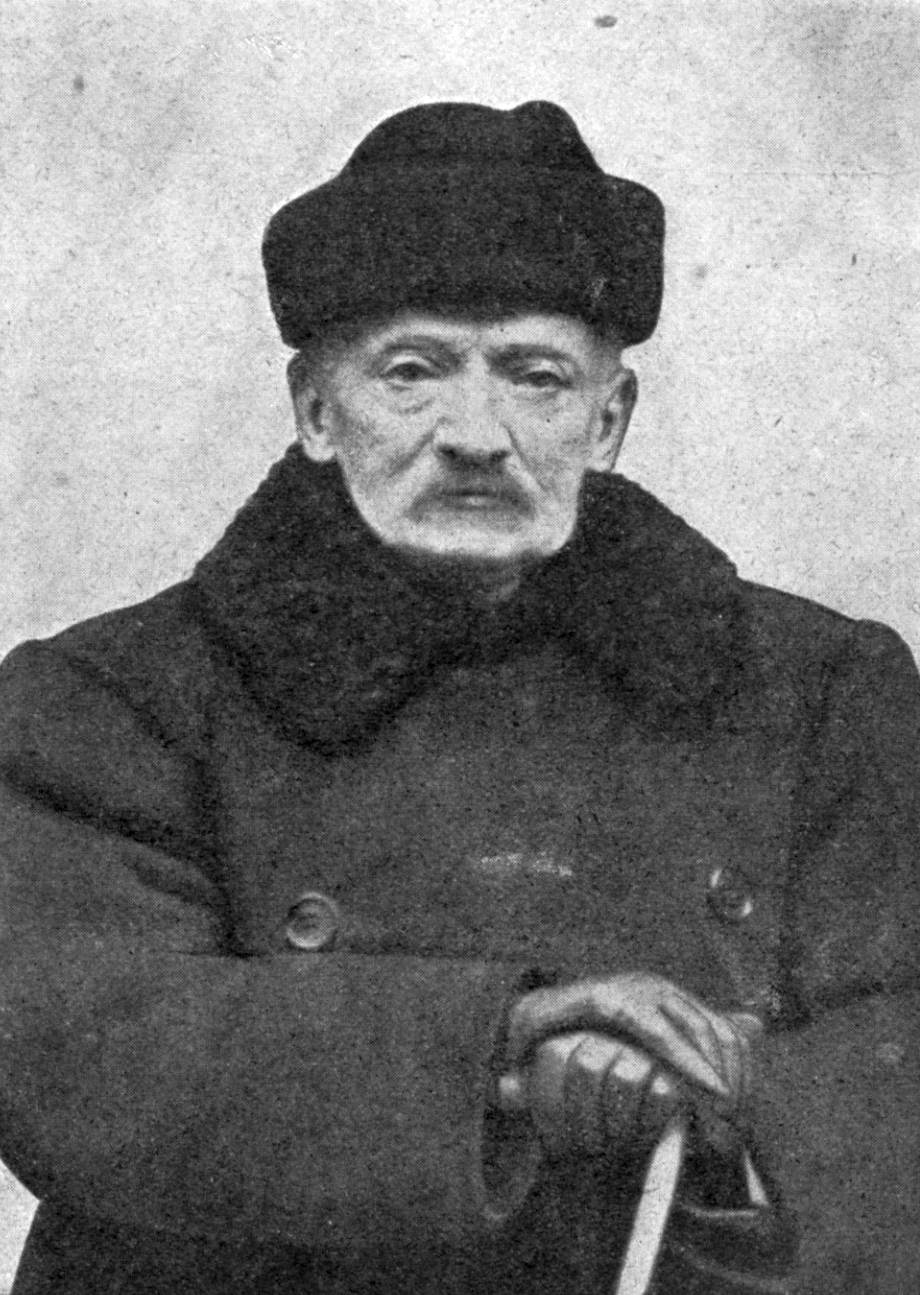
Авсеенко Василий Григорьевич

Родился 5 (17) января 1842 года в дворянской семье Черниговской губернии: его отец — вице-губернатор Курской губернии (1838—1839), действительный статский советник с 9 сентября 1844 года, и товарищ главного директора Межевого корпуса Григорий Фёдорович Авсеенко. Мать Евдокия Ивановна умерла 1 (13) апреля 1842 от чахотки после родов.
Учился в 1-й петербургской гимназии. Ещё гимназистом под влиянием учителя словесности В. И. Водовозова, а также гимназистов (среди них был В. В. Крестовский) начал писать стихи. С переездом семьи в Киев учёбу продолжил в 1-й киевской гимназии, затем окончил историко-филологический факультет Киевского университета (1862).
Защитил диссертацию «Итальянский поход Карла VIII и последствия его для Италии» и некоторое время был приват-доцентом по кафедре всеобщей истории. Оставив университет в 1864 году, стал сотрудником, затем соредактором газеты «Киевлянин» В. Я. Шульгина, служил мировым посредником (с 1866 года), правителем канцелярии губернатора, а в 1869 году переехал в Санкт-Петербург. Служил в Центральном статистическом комитете.
С 1873 года — в Министерстве народного просвещения; был членом отдела по рассмотрению книг для народного чтения и учёного комитета министерства и, одновременно, занимал должность чиновника особых поручений при министре просвещения (1874—1880, 1882—1904); 26 декабря 1884 года был произведён в действительные статские советники.
Умер 29 июля (11 августа) 1913 года. Похоронен на Смоленском православном кладбище.
Был женат имел двух дочерей и сына. Старшая дочь Ольга (1866—?) вышла в 1886 году замуж за подполковника (впоследствии — генерал-лейтенант) Алексея Михайловича Слёзкина; у них в 1890 году родился сын Юрий.

## Творчество
В 1860-е годы публиковал статьи на темы истории Западной Европы в «Русском слове», «Русской речи», «Русском вестнике», «Вестнике Европы».
Как беллетрист Авсеенко выступил в 1865 году (повесть «Буря» в журнале «Русский вестник» под псевдонимом В. Порошин). С 1869 года в журнале «Заря» под криптонимом А. печатал обзоры и рецензии, а также вёл «Политическое обозрение». Под этим же криптонимом помещал критические статьи в «Русском вестнике» 1870-х годов. В 1871—1875 годах помещал в газете «Русский мир» свои «Очерки текущей литературы», поддерживая Б. М. Маркевича, Д. В. Аверкиева и других авторов «Русского вестника», одновременно критикуя писателей демократической направленности (Н. А. Некрасова, М. Е. Салтыкова-Щедрина).
Автор повестей «У реки» (1869), «Окольным путём» (1873), «Как они уехали» (1876), «Дела давно минувших дней» (1877). Из романов Авсеенко особенно характерны «Из-за благ земных», «Млечный путь» (1875), «Скрежет зубовный» (1878), «Злой дух» (1881), появившиеся впервые в журнале «Русский вестник». Написал предисловие к переводу книги Макса Нордау Entartung: «Вырождение». Было издано его Собрание сочинений в 12 томах (СПб., 1904—1905).
Авсеенко являлся издателем «Санкт-Петербургских ведомостей» (1883—1896). Одновременно с этим в период с 1886 по 1890 год был также издателем-редактором приложения «Русская газета».